# SA-8导弹

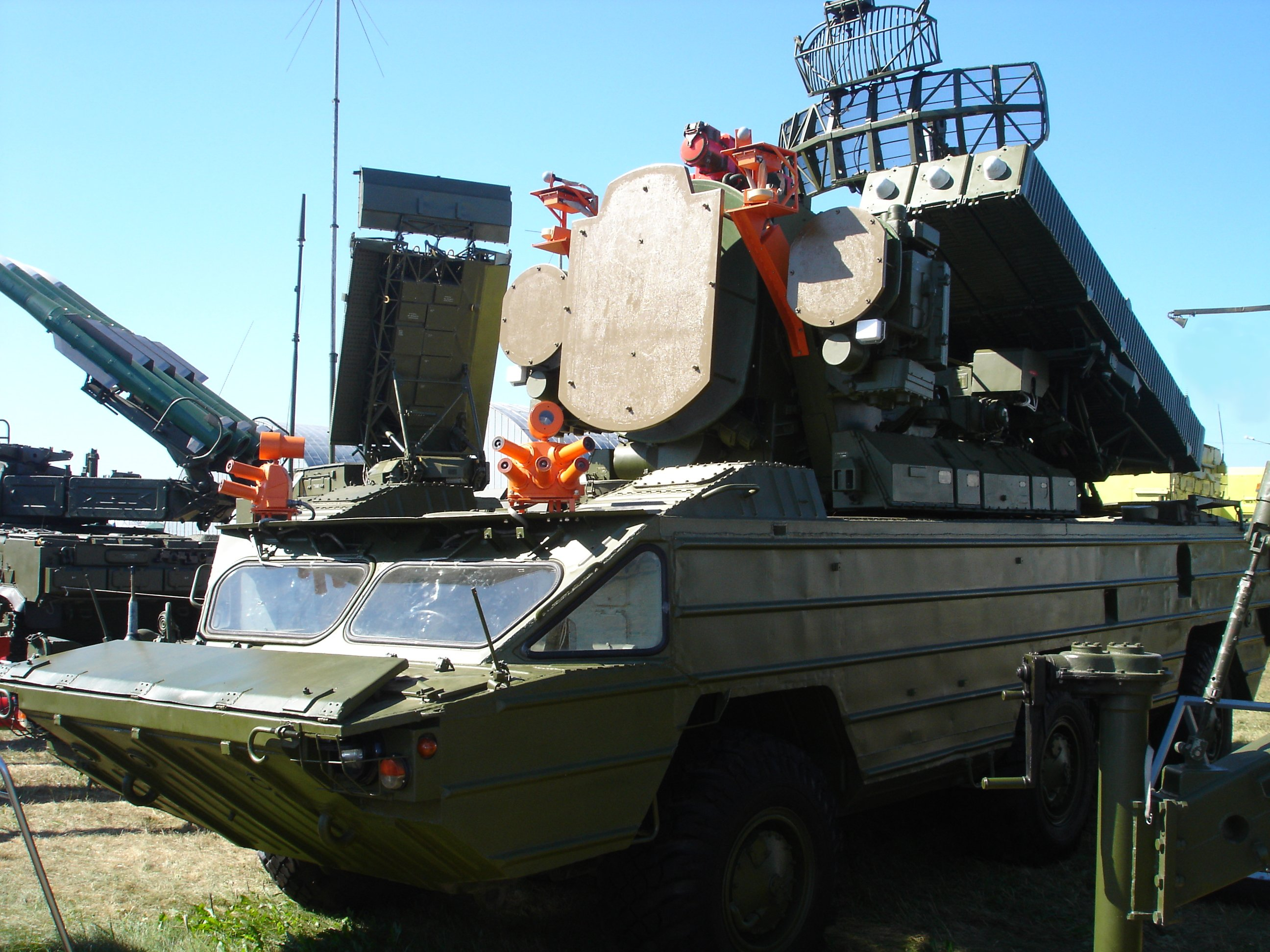
裝有9K33的裝甲车

火炬／安泰(Antey)科研生产联合体研制的9K33 "黄蜂 Osa"（俄语：Оса - 北约命名SA-8 "壁虎 Gecko"）是一种高机动低空近程地对空导弹系统。9K33的各种型号都是运输-起竖-发射-雷达一体化车载（TELAR），使得每部发射车可以独立完成目标截获、跟踪、打击，也可以与防空团监控雷达协同作战。六轮装甲越野载车具备良好的两栖能力，可以空运。

## 历史
伊热夫斯克“穹顶”电子机械制造厂生产。总设计师П Д 格鲁申内姆院士。布良斯克汽车制造厂首席设计师И Л 尤里负责底盘型号БАЗ－5937。
1971年，在“黄蜂”防空导弹系统基本型即将列装部队的同时，苏共中央和苏联部长会议就作出了一项决议，要求军方立即开始对“黄蜂”进行技术升级改造，重点是放在扩大“黄蜂”导弹的毁伤区域和提高其作战效能两个方面，改造后的型号命名为“黄蜂”－A。技术人员改进之处：第一，给导弹发射车安装了更加先进的计算设备，提高了控制回路的精度，可为“黄蜂”导弹提供精确制导，使导弹具备了向空中目标（飞行速度500米／秒，过载8g）实施准确攻击的能力；第二，提高了车载探测设备的外部相干性和抗干扰性，可确保导弹系统在受到无源干扰的情况下仍然能对空中目标实施自动跟踪；第三，为无线电电子设备更换了新的零部件，在提高设备可靠性的基础上，减小了设备的重量、尺寸和功耗；第四，换装了新的操作面板（增加了照明系统，操作手可在车内微弱的光线下容易地辨认出各种数据和按钮），并对发射用的各种无线电电子设备加装了红色显示灯（如发射按钮、刻度盘、转换器等等）。
1973年2月7日，军事工业委员会发布了第40号决议，正式决定将‘黄蜂’防空导弹系统的载弹量由4枚提升至6枚，改进后的型号称为‘黄蜂’－K。
此后不久，苏共中央又作出决议，要求将“黄蜂”－A的改造工作与“黄蜂”－K的改造工作合二为一。为了落实中央指示，1973年10月，由无线电工业部、航空工业部和导弹军械总局签署联合命令，决定生产“黄蜂”－AK型防空导弹系统，导弹型号定为9K33M2。安装了新型的无线电控制引信；弹翼采用折叠式且分布于弹体两端，这就使导弹更便于存放在矩形导弹发射箱内；减弱了导弹的辐射信号；将导弹的保质期延长到了5年。抗干扰性更强，延长了导弹的服役寿命，导弹的最低射高降低到27米，应用了空中目标高度自动分析技术，在双模式接收器上安装了无线电控制引信等等。1974年6月，生产厂商对“黄蜂”－AK防空导弹系统进行了样品试验。试验是在恩巴靶场进行。1974年9月，“黄蜂”－AK防空导弹系统的国家鉴定试验开始了，并一直持续到1975年2月。12辆参加1975年11月7日举行的红场阅兵式，这也是“黄蜂”导弹的第一次公开亮相。
1975年11月，技术人员对“黄蜂”－AK防空导弹系统继续进行改进，重点是要增强对空中目标特别是直升机的毁伤能力。此次改进工作的代号为“马拉豚鼠”。技术人员改进了防空导弹系统的制导方法，提高了环视显示器的分辨率，采用了多种弹头指控模式，利用修正（校正）系统增强了弹头延时引爆的准确率。针对直升机目标，“黄蜂”防空导弹系统可利用电视－光学瞄准器根据直升机的角坐标方位对其开展半自动跟踪，进而对防空导弹实施制导，从而摧毁目标。改进后的导弹型号定为9M33M3，与前型号相比，新型号在无线电控制引信性能方面更加完善。从1977年起，技术人员对9M33M3型“黄蜂”防空导弹系统开始了工厂试验。1979年9月，在恩巴靶场开始了国家鉴定试验。试验鉴定委员会面前最困难的事就是如何模拟在真实作战条件下击落低空飞行的直升机。
新的防空导弹系统被命名为“黄蜂”－AKM，并于1980年被批准列装部队。“黄蜂”－AKM可对2－6.5公里内悬停或贴地飞行的直升机实施有效攻击。由于采用了新型的制导技术和修正（校正）技术，单枚“黄蜂”导弹的毁伤概率得到大幅度提升。

## 战斗使用
配备于摩步师的防空导弹团。9K33导弹系统替代了老式的57毫米高炮S-6。通常，1个防空导弹团由5个防空导弹连和1个团指挥所及其直属部队（连级建制）组成，一部“薄皮”测高雷达，两部“长轨迹”警戒雷达。而1个防空导弹连下辖4套“黄蜂”防空导弹系统和1个连指挥所、两辆备用导弹运输车9T217，备用弹共18发，以三联包装形式存放。备用导弹运输车与发射车都是BAZ-5937，备用导弹运输车有起重臂辅助装填。
导弹型号为9M33系列。每辆发射车可同时发射与制导打击两个目标，不能在行进间发射，需要短停。对每个目标可以用1-2枚导弹打击。击毁概率为0.35-0.85.导弹发射后25秒钟自毁。 从截获目标到发射的反应时间为26秒钟，从行军状态到战斗准备就绪需要4分钟，装填导弹需要5分钟。
BAZ-5937为6x6两栖轮式装甲车，陆地最大速度80km/h，水上最大速度8km/h; 300马力。驾驶员与车长座位在前排。发动机在车体后部。尾部有两个喷水推进器。装有空气滤清系统、核生化超压防护以及夜视设备。

## 型号发展
- 型号
  - 9K33 "黄蜂" (SA-8A "壁虎")1960年开始研发，1971－1972年入役，每辆发射车四联装，导弹暴露在发射轨上。
  - 9K33M "黄蜂-M" (SA-N-4 "壁虎")1972年入役，是9K33的改进海军舰载型号。双联装于Zif-122可收放旋转式发射架上，安装于卡拉级巡洋舰与基辅级航空母舰上。
  - 9K33M2 "黄蜂-AK" (SA-8B "壁虎Mod-0") 1975入役，采用了六联装发射车，每枚导弹采用密封包装。最大速度1.6M。有效射程1500-10000公尺，有效射高25-5000公尺。杀伤概率增加到0.55-0.85。
  - 9K33M3 "黄蜂-AKM" (SA-8B "壁虎Mod-1")1980入役，最大射程延伸到15公里，但由于雷达跟踪能力等原因，不能打击远距离目标；有效射高扩展到10-13，00公尺，加装了敌我识别系统。最大速度1.6M。弹头重量增加到40千克以加强对直升机的杀伤效果。也可以使用线控的9A33M3导弹，使得在强电子干扰情况下不靠无线指令制导仍能继续作战。
  - 土坯Saman与Saman-M（俄语：Саман）是由“黄蜂／黄蜂-M”发展而来的地对空靶弹。
  - 2000年后，火炬／安泰设计局推出了现代化改进型黄蜂导弹系统。电子系统全面固态数字化，雷达安装了非同步干扰抑制装置以便可以与“道尔”-M1协同，新型光电瞄准装置作用距离达30千米，安装了计算机控制自动跟踪系统，导弹战斗部使用了高比重合金预制破片，安装了烟雾施放装置抗敌光学制导武器、全自动诱导系统抗敌反辐射武器、附加的装甲防护抗榴霰弹破片，安装了空调，安装了与S60五七高炮协同作战的接口。

## 雷达
- - "Land Roll" C波段目标截获雷达、H波段圆锥扫描目标跟踪雷达、两座J波段单脉冲火控雷达。（目标截获距离35公里，跟踪距离30公里，制导距离25公里），安装在导弹发射车上。目标截获雷达作360度旋转扫描，33转／分钟。跟踪与制扫雷达仅扫描一个非常有限的圆锥形范围。
  - P-40 "长轨迹 Long Track" E波段早期预警雷达（也用于SA-4、SA-6，作用距离175公里），装在AT-T装甲底盘上。
  - P-15 "平面 Flat Face" 或P-15M(2) 矮小眼睛Squat Eye 380kW C波段目标截获雷达（也用于SA-6与SA-8，作用距离250公里），上下两付抛物面天线，桅杆式装在6X6越野箱式货车上。
  - "薄皮 Thin Skin-B" E波段测高雷达（也用于SA-4、SA-6，作用距离240公里），卡车车载。

## 部署与使用情况
80年代，所有的华约组织国家、安哥拉、阿尔及利亚、几内亚比绍、印度、伊拉克、约旦、利比亚、叙利亚、南斯拉夫等25国都装备了“黄蜂”防空导弹系统。后来，希腊从东德购买了12套“黄蜂”防空导弹系统，服役效果甚佳，遂又从俄罗斯订购了18套“黄蜂”防空导弹系统。
第五次中东战争结束后，苏联政府采取紧急措施向叙利亚提供数个地空导弹团，暂时由苏联军人操控装备，每个团下辖2个C－200防空导弹营、1个“黄蜂”防空导弹营、1个高射炮连和1个“箭”式便携防空导弹排。
在南非安哥拉战争中，‘黄蜂’－AK防空导弹营共击落南非军10架固定翼飞机和直升机，其中有一架‘美洲豹’直升机是被‘黄蜂’－AK导弹在我方雷达视距之外击落的。
1991年的海湾战争中，伊军在强烈电磁压制下，将“黄蜂”－AKM防空导弹系统与ЗСУ－23－4「石勒喀河」高炮搭配使用。联军被击落的37架固定翼战机中，大多数是被“黄蜂”击落。
1. ↑  . 尖端科技 軍事資料庫.   [2023-07-15]. （原始内容存档于2023-07-15）.
2. ↑  .   [2018-10-08]. （原始内容存档于2011-12-06）.
3. ↑  .   [2012-03-28]. （原始内容存档于2013-05-24）.
4. ↑  Pike, John. . www.globalsecurity.org.   [2018-10-08]. （原始内容存档于2018-03-12）.